# Gare de Vufflens-la-Ville
La gare de Vufflens-la-Ville est une gare ferroviaire située sur le territoire de la commune suisse de Vufflens-la-Ville dans le canton de Vaud.

## Situation ferroviaire
Établie à 405,8 mètres d'altitude, la gare de Vufflens-la-Ville est située au point kilométrique 10,97 de la ligne du Pied-du-Jura, entre les gares de Bussigny (en direction de Lausanne) et Cossonay-Penthalaz (vers Olten).
Elle est dotée de deux voies bordées par deux quais latéraux.

## Histoire
La gare de Vufflens-la-Ville a été inaugurée en 1855 avec la mise en service du tronçon de Bussigny à Yverdon-leur-Bains de la ligne du Pied-du-Jura. Le bâtiment voyageurs actuel a été construit en 1973.

## Service des voyageurs

### Accueil
Gare des CFF, elle dispose d'un abri sur chaque quai et d'un automate pour l'achat de titres de transport sur le quai en direction de Lausanne. La gare n'est pas aménagée pour les personnes à mobilité réduite.

### Desserte
La gare fait partie du réseau express régional vaudois, assurant des liaisons rapides à fréquence élevée dans l'ensemble du canton de Vaud. Vufflens-la-Ville est desservie chaque heure dans chaque sens par un train des lignes S1 et S2 reliant Grandson à Lausanne (et jusqu'à Cully du lundi au vendredi).

### Intermodalité
Cette gare est en correspondance avec la ligne 56 des Transports publics de la région lausannoise (TL) qui relie Mex à la gare de Bussigny via Vufflens-la-Ville.